# Maison Nikolajević et pharmacie à Azanja
La maison Nikolajević et pharmacie à Azanja (en serbe cyrillique : Кућа Николајевића са апотеком у Азањи ; en serbe latin : Kuća Nikolajevića sa apotekom u Azanji) se trouve à Azanja, dans la municipalité de Smederevska Palanka et dans le district de Podunavlje, en Serbie. Elle est inscrite sur la liste des monuments culturels protégés de la République de Serbie (identifiant no SK 1711).

## Présentation
La maison de la famille Nikolajević est située au centre du bourg d'Azanja. Elle a été construite en 1928-1929 selon un projet d'Aleksandar Deroko, comme en témoignent les dessins de l'époque et des lettres conservées dans les archives familiales. Son commanditaire, Aleksandar Nikolajević, était à l'époque le seul pharmacien de la localité. La maison a été construite au moment de la reviviscence du style national serbe dans l'architecture et elle constitue un exemple d'application de cette tendance à une résidence familiale, telle que l'a conçue Deroko sous l'influence des constructions populaires de la région de Pomoravlje.
La maison, construite sur une base irrégulière, est constituée d'une cave, d'un rez-de-chaussée et d'un étage, avec une pharmacie occupant le rez-de-chaussée. La façade sur rue, à laquelle on accède par un long escalier, est dominée par l'entrée centrale encadrée par deux grandes fenêtres ; à l'étage, au-dessus de l'entrée, se trouve une galerie ouverte avec cinq arcades moraviennes. L'architecte a insisté sur certains détails comme les lanternes, les gouttières et les cheminées ; les éléments de menuiserie étaient peints en vert foncé et la façade en jaune ; le toit, de structure complexe, est recouvert de tuiles « à la turque ».
La famille Nikolajević a vécu dans la maison jusqu'à la retraite du pharmacien en 1959 ; les nouveaux propriétaires ont partiellement changé son apparence, notamment dans certains détails et dans le traitement de la façade.